# 萨尔玛那萨尔二世
萨尔玛那萨尔二世 （英語：Shalmaneser II）（？—前1020年），中亚述时期的亚述国王（公元前1031年—公元前1020年在位）亚述那西尔帕一世之子和继承人，他在位11年，死后由亚述尼拉里四世承袭其位。
| 前任： 亚述那西尔帕一世 | 亚述国王 前1031年－前1020年 | 繼任： 亚述尼拉里四世 |